# Pedro Brandão
Pedro Brandão, O. Carm. (Lisboa, cerca de 1535 - 14 de junho de 1608) foi um frei carmelita e prelado português da Igreja Católica, bispo de Santiago de Cabo Verde.

## Biografia
Nascido em Lisboa, era filho de Diogo Brandão e sua mulher Juliana Caldeira. Entrou para a Ordem do Carmo em 26 de janeiro de 1556 e fez seus votos solenes em 31 de janeiro de 1557. Estudou Teologia na Faculdade de Teologia da Universidade de Coimbra em 1563. Foi mestre, pregador, prior em 1579 e provincial de sua Ordem, cargo assumido em 1583.
D. Frei Pedro foi aprovado como Bispo de Santiago de Cabo Verde pela Santa Sé em 8 de agosto de 1588, sendo consagrado provavelmente em dezembro do mesmo ano por Dom Frei Amador Arrais, O. Carm., bispo de Portalegre, no Convento do Carmo de Lisboa.
Em 22 de fevereiro de 1589, recebeu a mercê de 200$000 reais, para seus custos. Chegou a Sé em 1589. Estabeleceu-se em Ribeira Grande, onde conduziu o Tribunal da Inquisição ali, e foi investigado, por participação em comércio, o que era proibido pelo direito canônico e pelas ordenações gerais.
Desgostoso com a situação, acabou por retornar a Lisboa em 1594. Porém, renunciou ao governo diocesano apenas em 23 de maio de 1606.
Morreu em 14 de junho de 1608, em Lisboa.